# Charles Joachim de Fürstenberg
Charles Joachim Aloys François de Paule de Fürstenberg-Stühlingen (né le 31 mars 1771 à Donaueschingen, mort le 17 mai 1804 au même lieu) est de 1796 à 1804 le huitième prince de Fürstenberg de la Maison de Fürstenberg. 

## Biographie
Charles Joachim est le plus jeune fils du prince Joseph Wenzel de Fürstenberg et de Maria Josepha von Waldbourg-Scheer-Trauchbourg. En 1787, il termine ses études avec un long voyage à travers la Belgique, la Hollande et l'Angleterre, où Joseph Kleiser l'accompagne.
Après la mort sans enfants de son frère Joseph Marie de Fürstenberg en 1796 il devient le huitième prince de Fürstenberg. C'est à ce moment que sa principauté sur le Rhin est menacée par les révolutionnaires français. Charles Joachim s'enfuit d'abord dans son château de Heiligenberg. Charles Joachim a de la sympathie pour les Français. Il est supposé[Par qui ?] que s'il avait rejoint la confédération du Rhin dès sa création, il aurait sauvé sa principauté.
Charles Joachim épouse le 11 janvier 1796, Caroline-Sophie de Fürstenberg-Weitra (* 20 août 1777; † 25 février 1846), fille du comte Joachim de Fürstenberg-Weitra. Le couple n'a pas d'enfants, et la ligne de Fürstenberg-Stühlingen s'éteint avec Charles Joachim. L'ensemble des biens vont à Charles Egon II de Fürstenberg.